# Sabedoria das Multidões
A Sabedoria das Multidões (The Wisdom of Crowds), primeiramente publicado em 2004, é um livro escrito por James Surowiecki sobre a agregação de informação em grupos, resultando em decisões que, como ele argumenta, são quase sempre melhores do que as que poderiam ser feitas por qualquer membro do grupo. O livro apresenta numerosos casos e anedotas para ilustrar seus argumentos, recorrendo a diversas áreas do conhecimento, principalmente economia e psicologia.
A primeira história do livro relata a surpresa de Francis Galton ao perceber que a multidão em uma feira do condado, supôs exatamente o peso de um boi quando a média de suas suposições foi calculada. A média estava mais perto do peso verdadeiro do boi do que as estimativas da maioria de membros da multidão, e também mais perto do que algumas das estimativas separadas feitas por peritos em gado. (Nota: apesar da descrição de Surowiecki sugerir que Galton utilizou a média, uma leitura no trabalho original indica que a mediana foi usada )
O título do livro é uma alusão ao trabalho de Charles Mackay "Extraordinary Popular Delusions and the Madness of Crowds", publicação em inglês em 1843.

## Tipos de sabedorias das multidões
Surowiecki estabelece as vantagens que ele observa em decisões descentralizadas em três tipos principais que ele classifica como:
Conhecimento
O julgamento do O Mercado que ele sustenta ser muito mais rápido e hábil e menos sujeito a forças políticas do que as decisões de especialistas ou de comissões de especialistas
Coordenação
A coordenação de comportamentos inclui, por exemplo a coordenação de movimento entre os freqüentadores de um restaurante popular que se movem através de filas, sem que haja, entre eles, colisões. O livro está repleto de exemplos de experiências econômicas, porém esta seção refere mais à  natural ocorrência de otimização da calçada através do fluxo ordenado de pedestres. Ele examina como o senso comum consegue julgar reações específicas de outros membros.
Cooperação
Como grupos de pessoas formam redes de relacionamentos sem uma sistema central controlando seu comportamento ou diretamente reforçando suas obrigações. Essa seção é especialmente pro-mercado livre.

## Quatro elementos necessários para a formação de massas sábias
Nem todas as massas (grupos) são sábias. Considere, por exemplo, multidões ou investidores alucinados numa bolha do mercado de ações.  Veja Falhas na inteligência das massas (abaixo) para mais exemplos de massas não sábias.  De acordo com Surowiecki, esses critérios-chave separam massas sábias das irracionais:
Diversidade de opiniões
Cada pessoa deve ter informações privadas mesmo se forem apenas uma interpretação excêntrica dos fatos conhecidos.
Independência
A opinião das pessoas não é determinada pelas opiniões daqueles ao seu redor.
Descentralização
As pessoas estão capacitadas a se especializar e extrair do conhecimento local.
Agregação
A existência de algum mecanismo para tornar julgamentos individuais em uma decisão coletiva.

## Falhas na inteligência das massas
Surowiecki analisa situações em que as massas produzem um julgamento muito ruim, e argumenta que nesse tipo de situação sua cognição ou cooperação falham porque (num sentido ou outro) os membros da massa estão muito conscientes das opiniões dos outros e começam a imitar um ao outro e a se conformarem ao invés de pensar individualmente. Embora ele dê detalhes de experimentos com massas manejadas coletivamente por um orador persuasivo, ele afirma que a razão principal para que grupos de pessoas se conformem intelectualmente é que o sistema de tomada de decisões tem um defeito sistemático.
Surowiecki afirma que o que acontece quando o ambiente de tomada de decisões não está preparado para aceitar uma massa, é que os benefícios vindos de julgamento individual e de informações pessoais são perdidos, e que o melhor que a massa conseguirá fazer é o melhor que seu membro mais inteligente puder, ao invés de ter uma performance melhor (como ele mostra, de outra maneira, ser possível). Histórias detalhadas desse tipo de falhas incluem:
Muita centralização
O desastre com o ônibus espacial Columbia, em que ele culpa uma burocracia de gerenciamento hierárquico da NASA que estava totalmente fechada para as opiniões de engenheiros de hierarquia inferior.
Muita divisão
A Inteligência americana falhou em prevenir os Ataques de 11 de Setembro de 2001 parcialmente porque informações possuídas por uma subdivisão não estavam acessíveis a outras. O argumento de Surowiecki é que essas massas (dos analistas da inteligência, no caso) trabalham melhor quando eles escolhem por eles mesmos em que trabalhar e de que informações eles precisam. (Ele cita o isolamento do vírus do SARS como um exemplo de livre troca de informações liberada para laboratórios em todo mundo para coordenar a pesquisa sem um ponto central de controle.)
Muita imitação
Quando as escolhas são visíveis e feitas em sequência, uma "cascata de informação" pode acontecer de modo que apenas os poucos primeiros tomadores de decisão lucram algo observando as opções de decisão disponíveis: quando isso acotece é muito mais eficiente para todo o resto simplesmente copiar aqueles ao seu redor.

## É possível estar muito conectado?
Surowiecki falou em Independent Individuals and Wise Crowds, or Is It Possible to Be Too Connected?.
A questão para nós todos é, como você pode ter uma interação sem cascatas de informação ou sem perder a independência que é um fator chave em um grupo inteligente.
Ele recomenda:
- Mantenha seus laços frouxos - "Keep your ties loose"
- Mantenha-se exposto ao máximo de informação possivel
- Crie grupos que englobem vários níveis da hierarquia - "Make groups that range across hierarchies"

Tim O'Reilly  e outros discutem o sucesso do Google, wikis, blogging e Web 2.0 no contexto de a sabedoria das massas.

## Perspectivas e questões sábias
Surowiecki discute o sucesso dos mercados de previsão (ou mercados de predicção). Similar ao método Delphi mas diferente de pesquisas de opinião, os mercados de previsão (informação) perguntam questões como "Quem você acha que será o ganhador das eleições?" e prevê o resultado satisfatoriamente bem. Interessantemente, se a questão é formulada "Em quem você irá votar" a questão será uma pesquisa de opinião. Quando as pessoas tem a oportunidade de expressar sua opinião relativa ao resultado ao invés de informar sua escolha, a opinião agregada (ou sabedoria coletiva) tende a ser correta.